# Killing Joke (2003)
Killing Joke è l'undicesimo album in studio del gruppo musicale post-punk inglese Killing Joke, pubblicato nel 2003.

## Tracce
1. The Death & Resurrection Show – 6:56
2. Total Invasion – 5:28
3. Asteroid – 3:24
4. Implant – 5:18
5. Blood On Your Hands – 6:00
6. Loose Cannon – 4:12
7. You'll Never Get To Me – 6:19
8. Seeing Red – 5:27
9. Dark Forces – 6:26
10. The House That Pain Built – 6:13

## Formazione
- Jaz Coleman - voce, sintetizzatore
- Kevin "Geordie" Walker - chitarra, basso
- Martin "Youth" Glover - basso
- Paul Raven - basso
- Dave Grohl - batteria